# Ferdinand Palluel
Ferdinand Palluel, né le 10 avril 1796 à Chambéry et mort le 27 juillet 1864 à Cléry-Frontenex, est un avocat et un homme politique savoyard, ancien député du royaume sarde, puis député sous le Second Empire, partisan de l'annexion de la Savoie à la France.

## Biographie

### Origines
Ferdinand Joseph naît le 10 avril 1796 à Chambéry,, dans le département du Mont-Blanc. Le duché de Savoie a été annexé à la France en 1792. Il est le fils de Joseph Palluel (1770-1829), secrétaire de l'Assemblée nationale des Allobroges, puis du département du Mont-Blanc,. Il appartient à la bourgeoisie de la Combe de Savoie.

### Carrière politique
Ferdinand Palluel devient avocat à Chambéry en 1821,.
La Constitution de 1848 ouvre de nouvelles perspectives politiques. Il est élu député conservateur de la Savoie au parlement du royaume de Sardaigne à Turin, pour le collège d'Albertville, de la Ire législature du royaume de Sardaigne. Il appartient au groupe des conservateurs savoyards, militant notamment, lors des débats de l'été, pour la défense des congrégations religieuses. Il démissionne quelques mois plus tard, en juillet de la même année. Il est remplacé par Pierre Blanc. Il récupère son siège un an plus tard, en juillet 1849. Il devient vice-président de la Chambre de Turin en 1849 à 1850,. En 1852, il perd de nouveau son siège au profit cette fois-ci de Albert-Eugène Lachenal.
Au lendemain de l'Annexion de la Savoie à la France, en juin 1860, il poursuit sa carrière politique au sein du Second Empire. En mars 1862, le comte Amédée Greyfié de Bellecombe démissionne de son mandat de député de la 2e circonscription. Ferdinand Palluel, appartenant tout comme le comte Greyfié de Bellecombe à la majorité dynastique, se présente l'élection et remporte le siège face au libéral Léon Brunier. Il devient, par ailleurs, conseiller général représentant le canton de Bourg-Saint-Maurice, en 1863. Il se représente à la députation lors de l'élection pour la troisième législature de 1863. Il garde son mandat jusqu'à sa mort. Louis Bérard-Blay, de Moûtiers, lui succède.
Ferdinand Palluel meurt le 27 juillet 1864, à Cléry-Frontenex.

## Distinctions
- Chevalier de la Légion d'honneur(1864)